# Abbé Garin
L'abbé Garin (ou Guarin) a été désigné abbé de Saint-Michel de Cuxa par Sunifred II, comte de Cerdagne, en 965.

## Biographie
L'abbé Garin a d'abord été responsable depuis 960 de l'abbaye Saint-Antoine-et-Saint-Pierre de Lézat d'origine clunisienne, située au sud de Toulouse. L'abbé Garin a probablement été formé à l'abbaye de Cluny.
L'installation de Garin par l'abbé de Cluny à l'abbaye Saint-Pierre correspond à une période d'expansion de l'abbaye de Cluny menée par saint Mayeul à partir de 954 et poursuivie par saint Odilon menée avec la papauté pour réformer l'Église catholique, la réforme grégorienne. L'abbaye de Cluny va participer à la mise en place du pèlerinage à Saint-Jacques-de-Compostelle.
En 965, le comte de Cerdagne Sunifred lui confie l'abbaye Saint-Michel de Cuxa pour la réformer. Cette même année le comte fait un don à l'abbaye de Cluny.
Les comtes de Cerdagne poursuivent la politique menée par les carolingiens en faveur de l'Église et des abbayes. La Catalogne, terre située de part et d'autre des Pyrénées orientales, était ouverte aux risques d'agression par la mer ou par la terre. L'affaiblissement des carolingiens, la fin de leur dynastie en France et leur remplacement par celle des capétiens en 987, va amener la disparition des liens de vassalité des comtes de Barcelone avec la monarchie franque et leur rapprochement du Saint-Siège. La prise et la destruction de Barcelone en 985 par Al-Mansur va être l'illustration de l'incapacité des rois de Francie occidentale d'aider leurs vassaux. 
Il devient l'ami de Gerbert d'Aurillac qui est devenu le pape Sylvestre II. Gerbert d'Aurillac a visité la Catalogne à partir de 967 grâce au comte de Barcelone Borrell II qu'il avait rencontré à Aurillac. Gerbert rencontre Hatton, évêque de Vich, auprès duquel il perfectionne sa connaissance du quadrivium. Au cours d'un voyage à Rome avec l'évêque Hatton et Borrell II, en 970, Gerbert s'arrête à Cuxa où il rencontre de nouveau Garin
En 968, il fait un premier voyage à Rome avec le comte de Cerdagne Oliba Cabreta.
L'abbé Garin va entreprendre de reconstruire l'église Saint-Michel qui est consacrée le 28 septembre 974 ou 975 en présence des évêques d'Elne, de Gérone, de Vic, d'Urgell, de Toulouse, de Couserans et de Carcassonne. Le moine Garsias écrit en 1040 que sous l'abbé Garin, « au milieu de l'autel fut enfermé une portion de la vraie croix et à un emplacement plus profond et invisible » furent déposées de précieuses reliques acquisent par Garin. L'abbé lui-même est décrit comme « un abbé éminent qui, tel un astre éclatant, déploie une inlassable activité à ébranler le monde ».
L'abbé intervient ensuite à l'abbaye Saint-Hilaire en Carcassès.
En 977, il fait un pèlerinage à Rome puis à Venise sur le tombeau de saint Marc. Il réussit à persuader le doge Pietro Orseolo de le suivre à Cuxà pour faire pénitence du crime du doge Pierre IV. Dans la nuit du 1er septembre 978 le doge disparaît en emportant une bonne partie de ses trésors. Il est accompagné de deux ermites, Marin et Romuald. Après un passage à l'abbaye Saint-Michel-de-la -Cluse, Pietro Orseolo et ses accompagnateurs arrivent à Cuxa.
Romuald est rentré en Italie en 982. Sa réputation de sainteté avait amené des habitants à former le projet de le tuer pour conserver ses reliques. Il se fit alors passer pour fou pour quitter l'abbaye Saint-Michel sans danger.
Pietro Orseolo resta à Cuxa jusqu'à la fin de sa vie, un 10 janvier, probablement 988. Il a été béatifié en 1027 et reconnu saint en 1731.
On confie à Garin deux autres abbayes, Saint-Pierre-de-Mas-Garnier, près de Toulouse, et Sainte-Marie d'Alet, dans le Razès. Garin dirige alors cinq abbayes.
En 991, l'abbé Garin quitte Cuxa pour faire un pèlerinage à Jérusalem. Après plusieurs mois en Terre sainte, il passe à Rome en juin 993 où le pape Jean XV rédige une bulle lui confirmant la direction des cinq abbayes.
L'abbé Garin est mort peu avant l'an mille (998 ou 999). À la fin de sa vie, grâce à l'appui de Sylvestre II et de l'empereur Otton III, l'abbaye de Saint-Michel-de-la-Cluse a été affiliée à Cuxa.